# Аја ле Монаке (Фрозиноне)
Аја ле Монаке (итал. Aia le Monache) је насеље у Италији у округу Фрозиноне, региону Лацио.
Према процени из 2011. у насељу је живело 131 становника. Насеље се налази на надморској висини од 338 м.